# Chorizema varium
Chorizema varium är en ärtväxtart som beskrevs av John Lindley. Chorizema varium ingår i släktet Chorizema och familjen ärtväxter. Inga underarter finns listade i Catalogue of Life.

## Bildgalleri

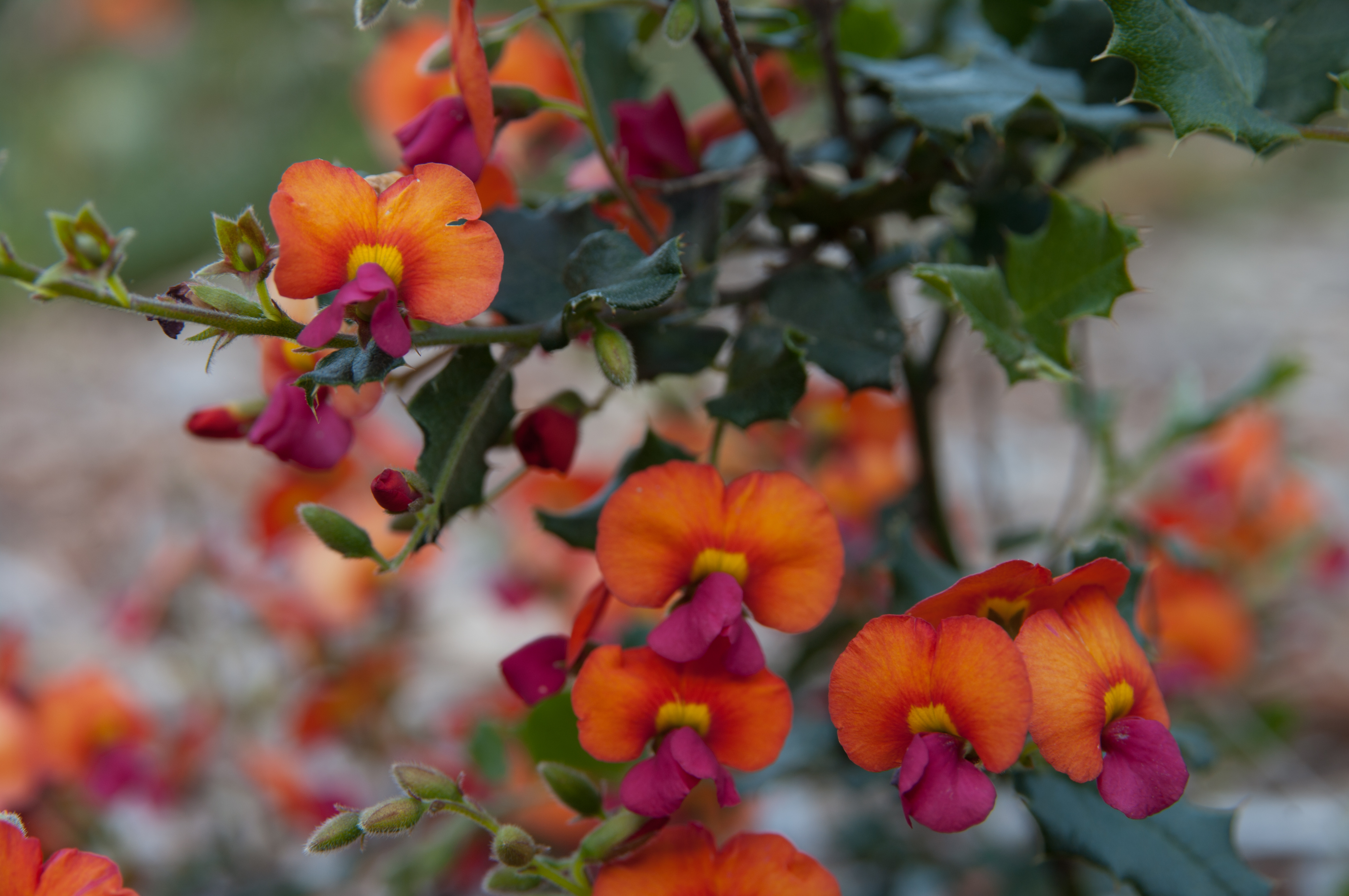
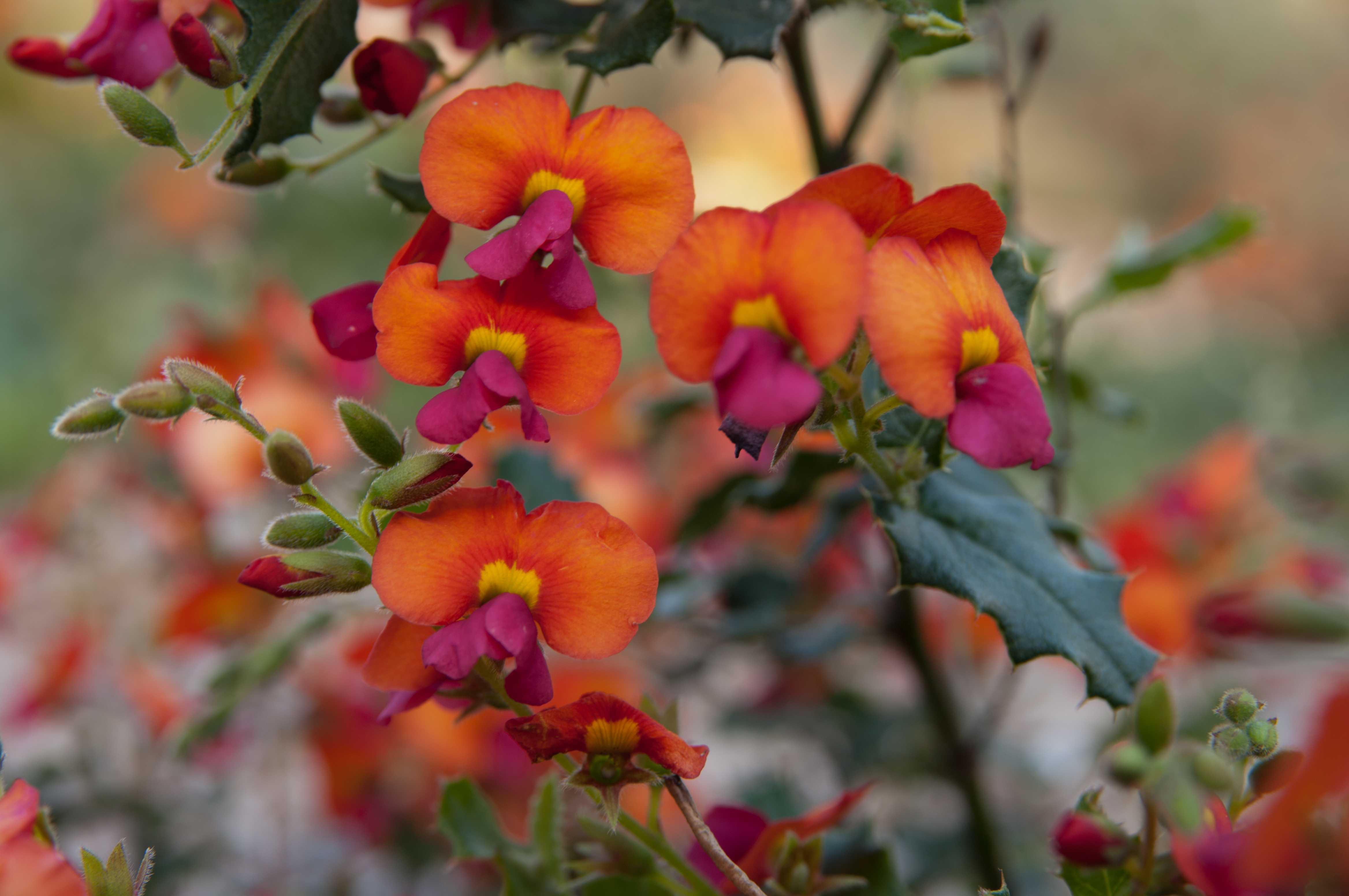
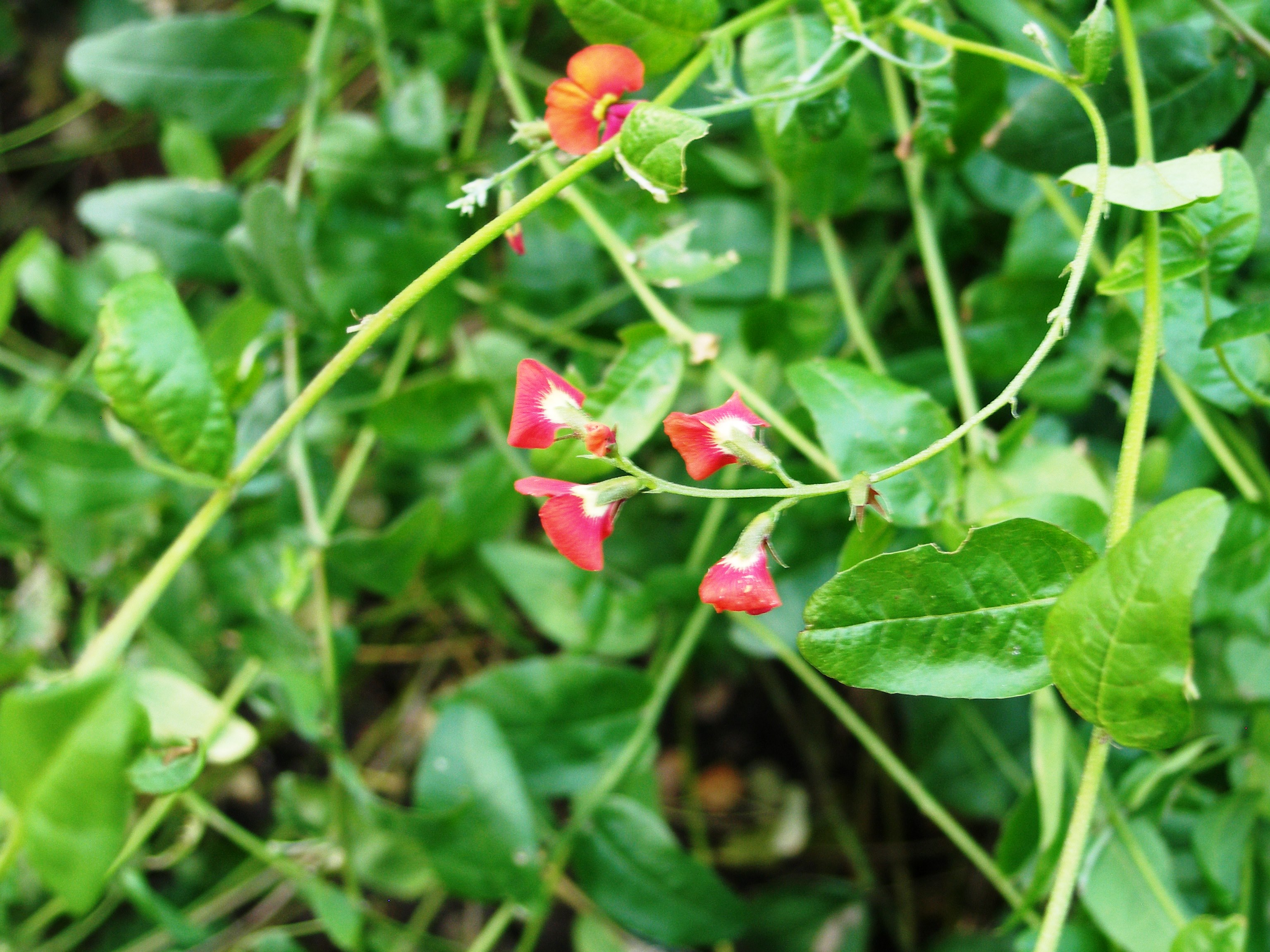
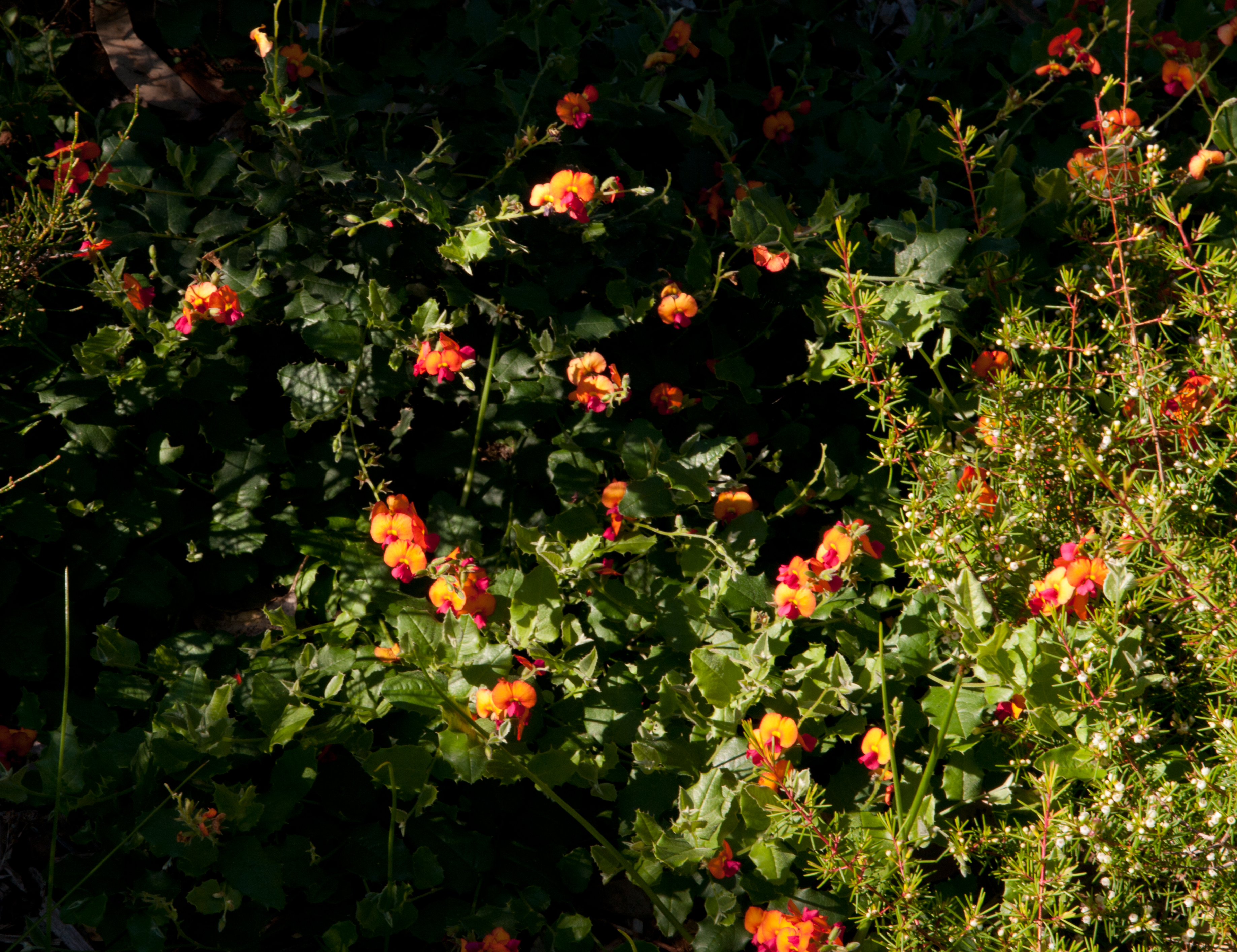